# Henryk Jasik
Henryk Stanisław Jasik (ur. 15 maja 1945 w Sielcach) – polski funkcjonariusz służb specjalnych PRL i III RP w stopniu generała, inżynier chemik i menedżer. Dyrektor Departamentu I MSW (1989–1990), podsekretarz stanu w Ministerstwie Spraw Wewnętrznych (1993–1995).

## Życiorys
Syn Stefana i Anieli, pochodzi z wielodzietnej rodziny rolniczej. W 1969 ukończył studia na Wydziale Chemicznym Politechniki Łódzkiej, pracował następnie jako stażysta w Zakładach Azotowych im. Pawła Findera w Chorzowie. Od 13 września 1971 do 15 czerwca 1972 był słuchaczem rocznego kursu w Szkole Departamentu I Ministerstwa Spraw Wewnętrznych PRL, odbył też kurs języka niemieckiego i szkolenie w Oddziale II Sztabu Generalnego Wojska Polskiego. Od grudnia 1970 był zatrudniony na etacie niejawnym w Departamencie I MSW. W 1972 został specjalistą w rezydenturze krajowej Departamentu I Ministerstwa Przemysłu Chemicznego, a od 1976 do 1980 był formalnie zastępcą attaché Biura Radcy Handlowego przy Ambasadzie PRL w Kolonii. Brał udział w akcjach wywiadu w krajach komunistycznych oraz m.in. Austrii, RFN, ChRL i państwach skandynawskich, uczestnicząc w zdobywaniu poufnych informacji przemysłowych. 
Od 1982 oficer polityczno-wychowawczy oraz wykładowca w studium podyplomowym Ośrodka Kształcenia Kadr Wywiadu. W latach 80. był zastępcą naczelnika i naczelnikiem Wydziału V (odpowiedzialnego za wywiad w zakresie przemysłu ciężkiego). Od 1986 zastępca dyrektora, a od 1 listopada 1989 do 31 lipca 1990 dyrektor Departamentu I MSW (w stopniu pułkownika). W lutym 1990 wszedł w skład zespołu ds. utworzenia Urzędu Ochrony Państwa. Został funkcjonariuszem UOP
i w jego ramach pierwszym szefem Zarządu Wywiadu (zasłynął wówczas przeprowadzeniem Operacji Samum). Z jednostki tej odszedł na około rok, gdy MSW kierował Antoni Macierewicz, przeszedł wówczas do pracy w spółce Inter Ams. Od stycznia do grudnia 1993 doradzał Andrzejowi Milczanowskiemu.
Od 3 grudnia 1993 pełnił funkcję podsekretarza stanu w Ministerstwie Spraw Wewnętrznych, odpowiedzialnego za nadzór nad służbami specjalnymi, Strażą Graniczną i policją. Odwołano go 23 grudnia 1995 po tym, jak złożył doniesienie do prokuratury dotyczące afery Olina). W trakcie pełnienia urzędu odpowiadał za – według jego deklaracji legalne – niszczenie dokumentów z archiwum resortu. Na dzień przed odwołaniem 22 grudnia 1995 awansowany na stopień generała. Później był m.in. wicedyrektorem ds. bezpieczeństwa w Przedsiębiorstwie Państwowym „Porty Lotnicze”, zasiadał także w zarządach kilkunastu innych spółek z branży lotniczej, energetycznej i wywiadu gospodarczego. W 2017 został pozbawiony uprawnień emerytalnych w związku z tzw. ustawą dezubekizacyjną. W 2021 Sąd Rejonowy w Warszawie nieprawomocnie uznał tę decyzję za niezgodną z prawem.

## Ordery i odznaczenia
Był odznaczony: 
- Krzyżem Oficerskim Orderu Odrodzenia Polski,
- Złotym Krzyżem Zasługi,
- Srebrnym Krzyżem Zasługi,
- Srebrnym Medalem „Za zasługi dla obronności kraju”,
- Brązowym Medalem „Za zasługi dla obronności kraju”,
- Brązową Odznaką „W Służbie Narodu”
- Złotą Odznaką „Za zasługi w ochronie porządku publicznego”,
- Brązową Odznaką „Za zasługi w ochronie porządku publicznego”.

## Awanse
Kolejne awanse:
- 1970 – starszy sierżant,
- 1971 – podporucznik,
- 1974 – porucznik,
- 1980 – kapitan,
- 1984 – major,
- 1987 – podpułkownik,
- 1989 – pułkownik,
- 1995 – generał brygady.

## Życie prywatne
Żonaty z Ewą Kwiatkowską, córką Jerzego, funkcjonariusza SB.